# Pression artérielle
Pour les articles homonymes, voir pression artérielle pulmonaire et tension.
 (mai 2019).
Si vous disposez d'ouvrages ou d'articles de référence ou si vous connaissez des sites web de qualité traitant du thème abordé ici, merci de compléter l'article en donnant les références utiles à sa vérifiabilité et en les liant à la section « Notes et références ».

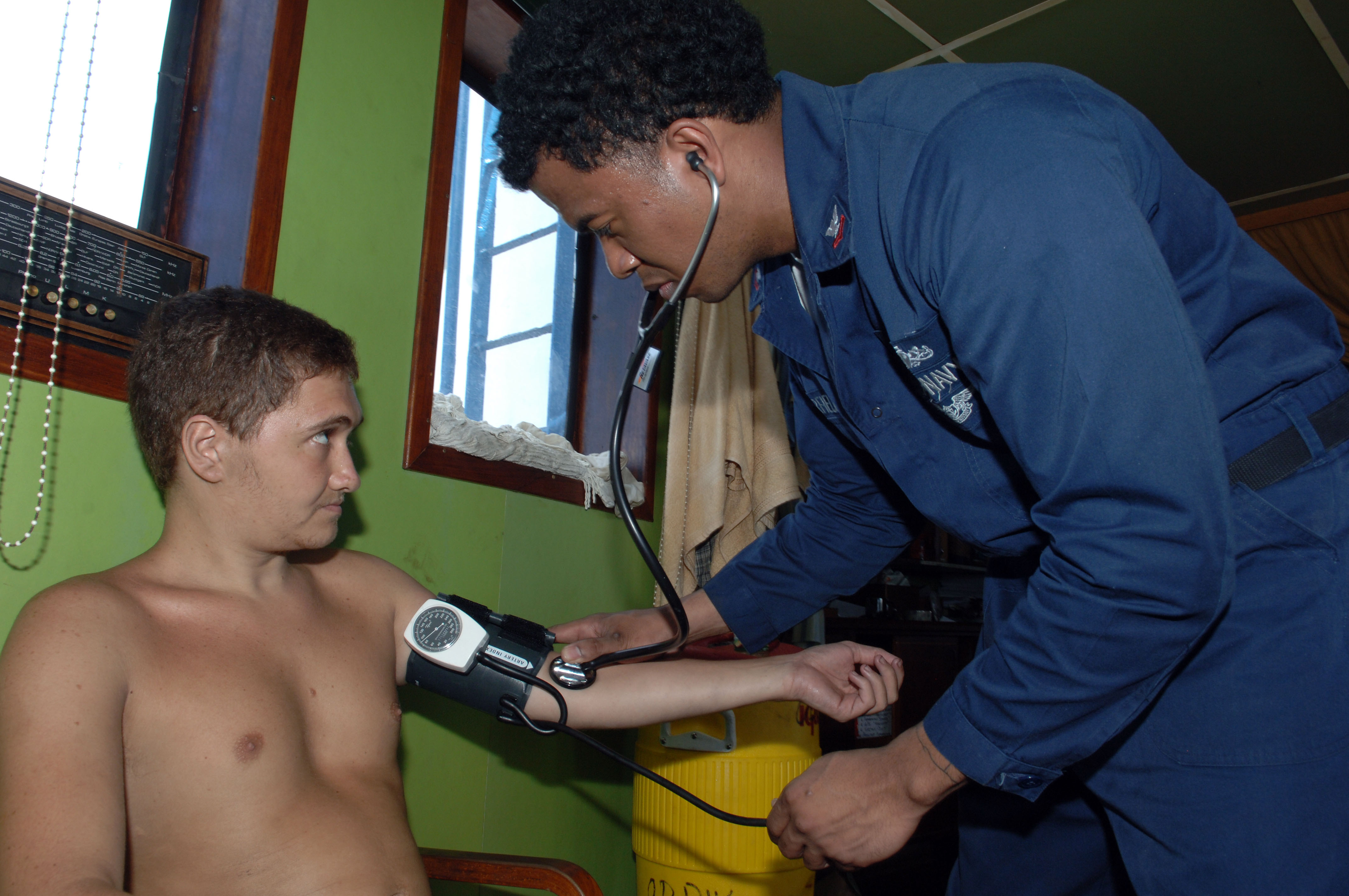
Mesure de la pression artérielle

La pression artérielle, ou pression artérielle systémique, correspond à la pression sanguine dans les artères de la circulation systémique (circulation principale). On parle aussi de tension artérielle (ou simplement de tension en raccourci) car cette pression est aussi la force exercée par le sang sur la paroi des artères, ce qui les tend. Stricto sensu, la tension dans la paroi de l'artère résulte directement de la pression.
L'unité internationale de mesure de pression est le pascal (Pa). Toutefois, l'usage fait que la pression artérielle est souvent mesurée soit en centimètres de mercure (cmHg), soit en millimètres de mercure (mmHg).
Elle est exprimée par deux valeurs :
- la pression systolique (PAS) est la pression maximale, au moment de la « contraction » du cœur (systole) ;
- la pression diastolique (PAD) est la pression minimale, au moment du « relâchement » du cœur (diastole).

En langage courant (par exemple chez le médecin), la tension est indiquée par la succession de deux nombres : la pression systolique suivie de la pression diastolique. Ces valeurs peuvent être exprimées :
- en « centimètres de mercure » ; par exemple « douze/huit » signifie une pression systolique de 12 cmHg et une pression diastolique de 8 cmHg ;
- en « millimètres de mercure » ; par exemple « cent vingt/quatre-vingts » signifie une pression systolique de 120 mmHg et une pression diastolique de 80 mmHg, ce qui est équivalent à l'exemple ci-dessus.

On définit l'hypertension par une valeur supérieure à 140/90 mmHg, plus rarement à 130/80 mmHg dans certains cas particuliers.
Si on énonce la tension sous la forme d'un seul nombre, il peut s'agir :
- de la pression systolique seule, généralement utilisée par les profanes ;
- de la pression artérielle moyenne (PAM), utilisée par les professionnels de santé, qui se calcule (par approximation) de la manière suivante :

- de la pression artérielle pulsée (PAS-PAD).

## Variations physiologiques
La pression artérielle est le résultat d'interactions complexes entre différents systèmes. Pour simplifier, on peut voir la pression par rapport au débit de sang et la résistance à son passage dans les vaisseaux due à sa viscosité. Le débit cardiaque dépend directement de la fréquence et de la force de contraction du cœur ainsi que d'autres facteurs.
Les mécanismes de régulation sont de type :
- nerveux : vasodilatation par le nerf vague avec ralentissement de la fréquence cardiaque ;
- humoral (c'est-à-dire par production de substances chimiques qui vont se diffuser dans tout l'organisme et agir ainsi à distance) :
  - adrénaline et noradrénaline (produites par les glandes médullo-surrénales) entraînant entre autres une accélération du cœur,
  - le système rénine-angiotensine-aldostérone, la rénine produite au niveau des cellules juxtaglomérulaires, permet la conversion de l'angiotensinogène (produite par le foie) en angiotensine,
  - vasopressine peptide produite au niveau de la neurohypophyse),
  - facteurs vasodilatateurs tissulaires.

Cela explique la grande variabilité des valeurs de la tension d'une minute à l'autre chez le même individu : en gros, l'effort et le stress font augmenter la pression artérielle, le repos la fait diminuer.
La prise de tension est donc sujette à de nombreux artefacts, elle doit donc être idéalement prise en position allongée, le patient étant au repos ; il ne faut pas négliger « l'effet blouse blanche » (la tension du patient augmente du fait de la nervosité induite par la mesure). Il faut également vérifier l'adéquation entre la taille du brassard et celle du bras : si le premier est trop petit, on peut avoir une fausse élévation des valeurs de la tension (effet « gros bras »).
La pression artérielle est en général plus élevée pour le bras dominant (le bras droit pour un droitier, le bras gauche pour un gaucher).

## Mesure

### Appareils

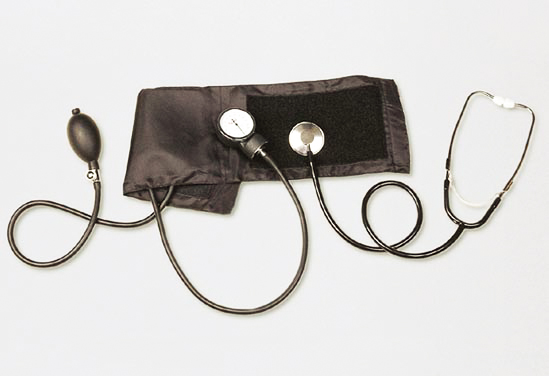
Sphygmomanomètre classique et stéthoscope.

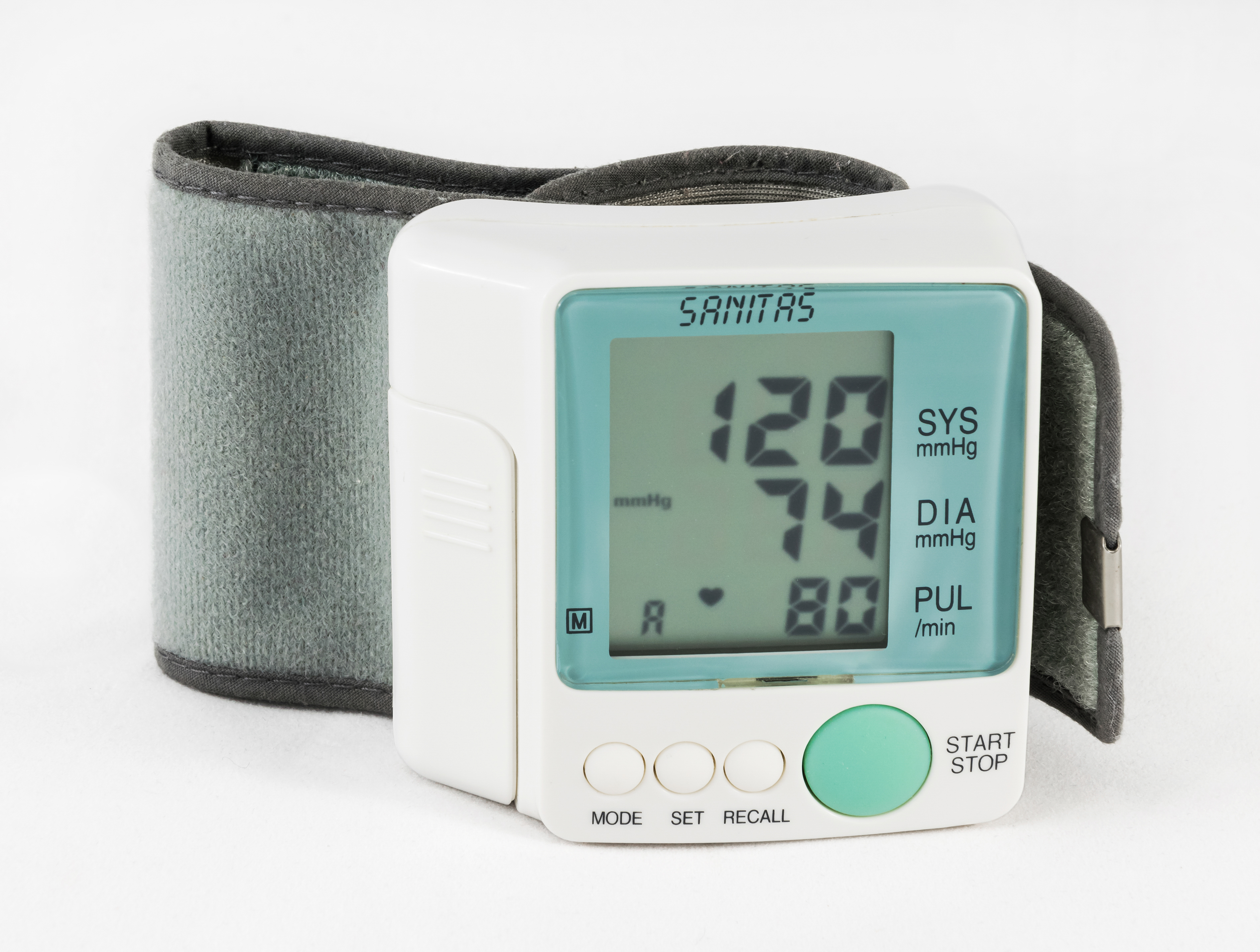
Tensiomètre électronique automatique de poignet indiquant la pression systolique et diastolique.

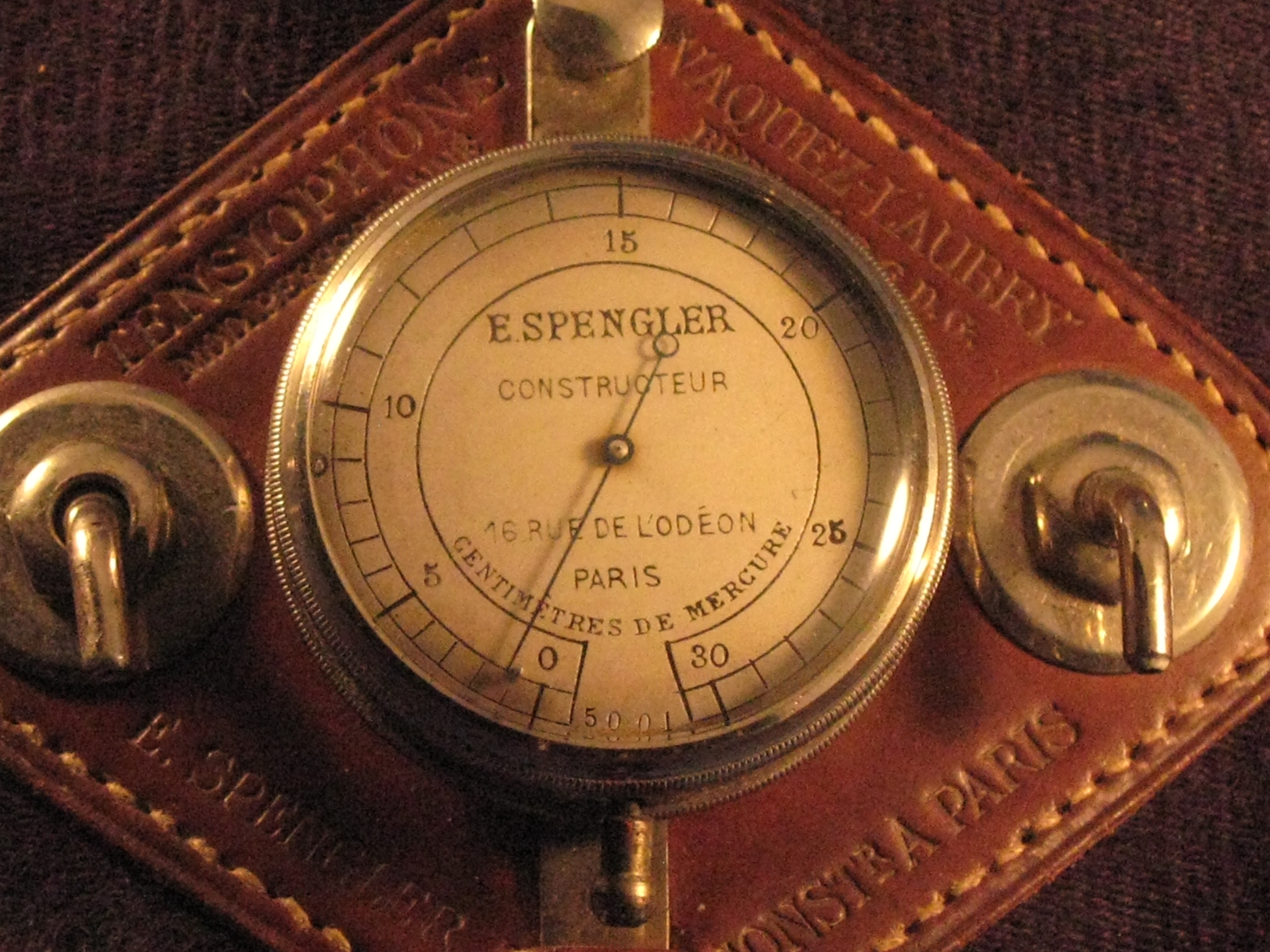
Tensiomètre Spengler type Vaquez Laubry, 1910

Elle est faite classiquement par un brassard gonflable circulaire relié à un manomètre, qui peut être soit un appareil appelé tensiomètre ou sphygmomanomètre, soit un manomètre à tube en U à mercure (en 2012, il en existe encore en France chez de nombreux praticiens).
En 1828, dans sa thèse de doctorat (« Recherches sur la force du cœur aortique »), Poiseuille montre le premier comment mesurer la pression sanguine (à l'aide d'un manomètre à mercure qu'il appelait « hémodynamomètre ») et grâce à cet instrument démontre que la tension augmente à l’expiration et diminue lorsque l'on inspire.
Le premier appareil de type tensiomètre a été décrit par le médecin Scipione Riva-Rocci le 10 décembre 1896 dans la Gazette médicale de Turin.
Le brassard est mis au niveau du bras. Un stéthoscope est disposé au niveau du pli du coude à l'écoute de l'artère humérale. En gonflant le brassard à une pression supérieure à la pression maximale, l'artère du bras est alors occluse. On dégonfle alors celui-ci très progressivement et lorsque la pression de gonflage équivaut à la pression systolique (ou maximale), l'artère s'ouvre par intermittence ce qui se manifeste par l'apparition d'un bruit de battement dans le stéthoscope ; ces bruits, appelés « bruits de Korotkoff », sont dus aux turbulences de l'écoulement du sang, gêné par la pression du brassard. Des pulsations importantes sont également perceptibles par le patient et par l'examinateur. Lorsque la pression du brassard devient inférieure à la pression minimale (diastolique), l'artère est alors ouverte en permanence : le flux turbulent devient laminaire et les bruits auscultatoires disparaissent.
C'est la méthode par « contrepulsion ».
On peut également estimer la pression sans stéthoscope, mais de manière moins précise :
- les pulsations de l'artère se répercutent dans le brassard, la pression du brassard oscille donc entre la pression systolique et la pression diastolique ; lorsque l'on dégonfle le brassard, on relève donc la pression à laquelle l'aiguille du manomètre commence à osciller (pression systolique) et celle à laquelle l'aiguille s'arrête d'osciller (pression diastolique) ;
- en prenant le pouls radial du bras comprimé : lorsque le brassard est comprimé, on ne perçoit pas le pouls ; lorsque l'on dégonfle le brassard, la pression à partir de laquelle le pouls apparaît est la pression systolique (cette méthode ne permet pas d'avoir la pression diastolique).

L'association tensiomètre manuel et stéthoscope est de plus en plus souvent remplacée par des appareils automatiques (tensiomètres électroniques) avec un brassard gonflé par un moteur et détection soit des bruits par un micro (méthode auscultatoire), soit des variations d'amplitude de l'onde de pouls (méthode oscillométrique). Ces appareils permettent des mesures répétées et la surveillance presque en temps réel de la pression sanguine. Ces appareils peuvent être utilisées au cabinet du médecin. Ils sont disponibles également dans certains lieux publics mais la mesure n'est alors, le plus souvent, pas faite dans les conditions recommandées (ambiance bruité, position debout, taille du brassard non adaptée…). Ils sont également disponibles en vente, constituant la base de l'automesure tensionnelle.
On peut également mesurer la pression artérielle par les mêmes techniques mais cette fois-ci au poignet et même au doigt. Cela ne constitue pas cependant la méthode de référence.
Lorsqu'on couple un tensiomètre électronique à une batterie et à une mémoire, on peut prendre alors la pression artérielle de manière répétée durant 24 h : c'est le MAPA (= mesure ambulatoire de la pression artérielle faussement appelé aussi Holter tensionnel).
La méthode de la pression artérielle invasive consiste à introduire un cathéter artériel dans une artère puis à le relier à une sonde de pression. Cette méthode invasive, donc plus risquée, se justifie lorsque le suivi continu d'un patient atteint de troubles hémodynamiques est nécessaire, notamment dans les services de réanimation. Cette méthode donne des mesures plus précises et en continu au cours du cycle cardiaque.

### Protocole d'utilisation
La méthode de référence est la mesure au brassard avec stéthoscope (contrepulsion). Elle se fait sur un patient en position demi-assise, les bras le long du corps, après cinq à dix minutes de repos. Le bras doit être maintenu à hauteur du cœur : si le bras est trop bas, la pression sera surestimée. La taille de la manchette doit être adaptée à la taille du bras : si la manchette est trop petite, la pression sera surestimée.
Dans un premier temps, on mesure la pression aux deux bras. Il peut arriver que la pression soit un peu plus élevée dans un bras que dans un autre : on considérera la pression la plus élevée comme étant la valeur de référence.
Il est recommandé, lors d'une consultation, de mesurer la pression artérielle au début et à la fin de la consultation : l'effet « blouse blanche » (anxiété chez le patient générée par la présence du personnel médical) entraîne très fréquemment des valeurs faussement élevées en début d'examen.

### Estimation sans appareil
Il existe plusieurs méthodes de ce type.

#### Méthode de palpation des pouls
Dans l'urgence, la tension artérielle systolique peut être estimée par la prise des pouls périphériques (également appelés distaux, par exemple radial ou pédieux) et centraux (par exemple carotidien ou fémoral), ceux-ci pouvant disparaître dans le cas d'une hypotension. Toutefois, selon les personnes, les pouls périphériques peuvent être plus ou moins bien perçus, de plus, la disparition d'un pouls peut aussi être due à une compression externe (effet garrot) ou interne (par exemple athérosclérose). Il faut donc rechercher les deux pouls radiaux. D'autre part, si la tension est inférieure à 80 mmHg, on ne sentira pas le pouls radial, mais à l'inverse, si l'on ne sent pas le pouls radial, cela ne signifie pas nécessairement que la tension est basse.
| tension artérielle systolique chez l'adulte | pouls périphérique | pouls central |
| ------------------------------------------- | ------------------ | ------------- |
| PAS ≥ 80 mmHg                               | perçu              | perçu         |
| 80 mmHg ≥ PAS ≥ 50 mmHg                     | non perçu          | perçu         |
| 50 mmHg ≥ PAS                               | non perçu          | non perçu     |

#### Méthode du temps de remplissage capillaire
On peut aussi estimer la tension systolique avec la méthode dite du « remplissage capillaire », également appelée « temps de recoloration cutanée », qui consiste à exercer une pression sur un ongle, celui-ci pâlit car les tissus se vident de leur sang (qui est rouge), puis à estimer la vitesse à laquelle il se recolore (reperfusion capillaire).
| tension artérielle systolique chez l'adulte | temps de recoloration cutanée | reperfusion capillaire |
| ------------------------------------------- | ----------------------------- | ---------------------- |
| PAS ≥ 100 mmHg                              | temps < 2 secondes            | normale                |
| 100 mmHg ≥ PAS ≥ 85 mmHg                    | temps > 2 secondes            | retardée               |
| 85 mmHg ≥ PAS                               | impossible à mesurer          | aucune                 |

Cette technique est utilisée par certains smartphones mais n'est pas fiable. Elle a été perfectionnée, se basant sur l'analyse des infimes cycles de colorations-décolorations faciales, avec de meilleurs résultats.
D'autres techniques font appel à l'analyse de la pulsatilité d'un doigt qui appuie sur un capteur avec une pression déterminée. Les capteurs peuvent même se situer sur une lunette de toilette.

## Classification de la pression artérielle
Classification de la pression artérielle pour adulte :
| Catégorie                    | Systole, mm Hg | Diastole, mm Hg |
| ---------------------------- | -------------- | --------------- |
| Hypotension sévère           | < 50           | < 50            |
| Hypotension                  | 50-90          | 50-60           |
| Optimal                      | 90–115         | 60–75           |
| Normal                       | 116–120        | 76–80           |
| Normal élevée                | 121–129        | 81–84           |
| Pré-hypertension (en)        | 130–139        | 85–89           |
| Hypertension légère          | 140–159        | 90–99           |
| Hypertension modérée         | 160–179        | 100–109         |
| Hypertension avancée         | ≥ 180          | ≥ 110           |
| Hypertension systolique (en) | ≥ 160          | < 90            |

En fait cette classification varie avec les publications. Les recommandations américaines de 2017, par exemple, considèrent qu'un niveau tensionnel supérieur à 130/80 mmHg définit l'hypertension artérielle.

## Pathologie
- Si elle est trop haute en permanence, il s'agit d'une hypertension artérielle.
- Si elle est trop basse, on parle d'hypotension.
- Si elle est effondrée, on parle de collapsus cardio-vasculaire, pouvant entraîner un état de choc.
- Si elle n'est augmentée qu'en présence d'un médecin, on parle d'effet « blouse blanche ».
- Si elle est normale au cabinet médical et augmentée dans les autres situations, on parle d'« hypertension masquée ».
- Si les deux chiffres (maxima et minima) sont écartés de moins de 40 mmHg, on parle de « tension pincée ».